# Emanuel Moresco
Emanuel Moresco (Amsterdam, 26 oktober 1869 - Eindhoven, 24 juni 1945) was een hoge Nederlandse ambtenaar, onder meer secretaris-generaal bij het Departement van Koloniën te Den Haag en buitengewoon hoogleraar.

## Loopbaan
Moresco doorliep de HBS in Arnhem en Den Haag en deed het leerling-consulexamen in 1888. Hij volgde in 1894 te Delft de studies aan de Indische Instelling en volbracht in 1896 met succes het Groot-Ambtenaars-examen. Hij werd geplaatst op het Algemene Secretarie te Buitenzorg. Na verschillende rangen doorlopen te hebben werd hij in 1906 benoemd tot gouverneurs-secretaris. In 1907 vertrok hij met verlof naar Nederland en bij de oprichting van de Nederlands-Indische bestuursacademie werd hij benoemd tot leraar in de verschillende stelsels van koloniaal bestuur. Hij publiceerde belangrijke artikelen in koloniale periodieken en hield leerrijke voordrachten. Bovendien stelde hij een studie samen over de wetgevende zaken in Brits-Indië.
Bij zijn aftreden als leraar in 1913 verleende de Senaat van de Rijksuniversiteit Leiden hem ter erkenning van zijn verdiensten het eredoctoraat in de Staatswetenschap. In Indië teruggekeerd werd hij eerste gouvernements-secretaris en in 1914 werd hij belast met de waarneming van de functies van directeur van onderwijs en eredienst. Per 1 januari 1917 werd hij benoemd tot secretaris-generaal van het Ministerie van Koloniën en bij Koninklijk Besluit van 13 oktober 1921 tot vice-president van de Raad van Nederlandsch-Indië (januari 1922 tot 1 november 1923).

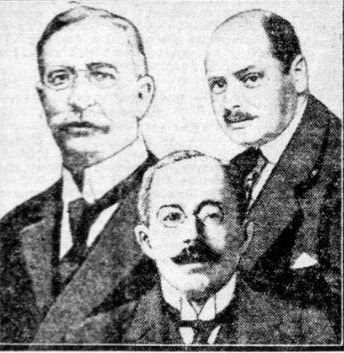
Links Moresco, rechts F. Beelaerts van Blokland, midden H. A. van Karnebeek, Nederlandse delegatie naar de ontwapeningsconferentie van 1921

In 1921 maakte hij onderdeel uit van de Nederlandse delegatie naar de Washington Naval Conference, een ontwapeningsconferentie.

Van 1924 tot 1929 was Moresco buitengewoon hoogleraar koloniale politiek aan de Nederlandsche Handels-Hoogeschool te Rotterdam en van 1924 tot 1929 Nederlands gedelegeerde voor koloniale zaken bij de Volkenbond en bij de Internationale Arbeidsorganisatie te Genève (1929).
In de Tweede Wereldoorlog werd Moresco opgenomen op de lijst voor de Barneveldgroep. Via Kamp Westerbork kwam de groep in Theresienstadt terecht. Hij overleefde de kampen maar overleed enkele dagen na aankomst op het vliegveld van Eindhoven.
Moresco was ridder in de Orde van de Nederlandse Leeuw en commandeur in de Orde van Oranje-Nassau.
- Bibsys: 90685291
- Biblioteca Nacional de España: XX1429522
- Biografisch Portaal: 39004153
- Digitale Bibliotheek voor de Nederlandse Letteren: more009
- International Standard Name Identifier: 0000 0000 2856 0449
- Library of Congress Control Number: n86095294
- Nationale Bibliotheek van Israël: 987007271333505171
- Nederlandse Thesaurus van Auteursnamen: 070863598
- Parlement.com: vgxp2s4zwlyl
- Réseau des bibliothèques de Suisse occidentale: 02-A003609088
- Système universitaire de documentation: 184544963
- Virtual International Authority File: 26087486
- WorldCat: E39PBJkD7YH7BYW6Dc78mgQTHC